# Angleterre-Samoa en rugby à XV
Cet article présente l'historique des confrontations entre l'équipe d'Angleterre et l'équipe des Samoa en rugby à XV. Les deux équipes se sont affrontées à huit reprises, dont trois fois en Coupe du monde. Les Anglais ont remporté toutes les rencontres.

## Les confrontations
Voici la liste des confrontations entre ces deux équipes :
| No | Date              | Lieu                                           | Match                           | Score   | Compétition              |
| -- | ----------------- | ---------------------------------------------- | ------------------------------- | ------- | ------------------------ |
| 1  | 4 juin 1995       | Kings Park Stadium, Durban, Afrique du Sud     | Angleterre – Samoa occidentales | 44 – 22 | Coupe du monde (Poule B) |
| 2  | 16 décembre 1995  | Stade de Twickenham, Londres Angleterre        | Angleterre – Samoa occidentales | 27 – 9  | Test match               |
| 3  | 26 octobre 2003   | Tesltra Dome, Melbourne, Australie             | Angleterre – Samoa              | 35 – 22 | Coupe du monde (Poule C) |
| 4  | 26 novembre 2005  | Stade de Twickenham, Londres, Angleterre       | Angleterre – Samoa              | 40 – 3  | Test match               |
| 5  | 22 septembre 2007 | Stade de la Beaujoire, Nantes, France          | Angleterre – Samoa              | 44 – 22 | Coupe du monde (Poule A) |
| 6  | 20 novembre 2010  | Stade de Twickenham, Londres, Angleterre       | Angleterre – Samoa              | 26 – 13 | Test match               |
| 7  | 22 novembre 2014  | Stade de Twickenham, Londres, Angleterre       | Angleterre – Samoa              | 28 – 9  | Test match               |
| 8  | 25 novembre 2017  | Stade de Twickenham, Londres, Angleterre       | Angleterre – Samoa              | 48 – 14 | Test match               |
| 9  | 7 octobre 2023    | Stade Pierre-Mauroy, Villeneuve-d'Ascq, France | Angleterre – Samoa              | 18 – 17 | Coupe du monde (Poule D) |